# Fresselines
Fresselines település Franciaországban, Creuse megyében. Lakosainak száma 501 fő (2022. január 1.). Fresselines Lourdoueix-Saint-Pierre, La Celle-Dunoise, Chambon-Sainte-Croix, Crozant, Maison-Feyne, Nouzerolles, Villard, Lourdoueix-Saint-Michel és Saint-Plantaire községekkel határos.

## Népesség
A település népességének változása:
| Lakosok száma | 1123 | 846  | 735  | 636  | 553  | 531  | 498  | 488  | 484  | 501  |
|               | 1968 | 1982 | 1990 | 2006 | 2013 | 2015 | 2017 | 2019 | 2020 | 2022 |